# رودي بيترز
رودي بيترز هو سياسي كندي، ولد في 30 يناير 1939 في كندا، وتوفي في 30 نوفمبر 2002 في نفس البلد. حزبياً، نشط في حزب ساسكاتشوان ‏.